# Skvotiranje u Velikoj Britaniji
Skvotiranje u UK je prisutno već vekovima, a najpoznatiji talas savremenog skvotiranja se javlja od 1968. godine do kraja 1970-ih. Od tada, skvoterski pokret traje, promenljivim intenzitetom, do danas. Skvoteri su Britaniji imaju svoju mrežu, a u Londonu već preko 30 godina deluje Pravno savetovalište za skvotere, koji daje besplatne pravne savete skvoterima i beskućnicima, drži info-telefon i izdaje čuveni Skvoterski priručnik. 

## Koreni
Koreni skvoterskog pokreta u Velikoj Britaniji sežu u period neposredno posle revolucije iz 1649. godine. Tada su se siromašni pobunili, jer im revolucija ništa nije donela, organizovali su se u grupe, počeli samoinicijativno da obrađuju neobrađenu zemlju i prozvali sebe kopači (Diggers). Osnovali su čitava naselja u južnoj Engleskoj i odbijali su da plaćaju danak zemljoposednicima. Stalno ih je napadala vojska (tzv. vitezovi), na zahtev plemića i sveštenika, njihovi usevi su čupani i paljeni, a oni prebijani. Kopači su bili miroljubivi po ubeđenju (danas bi se reklo pacifisti) i nisu pružali otpor nasilju koje se nad njima vršilo, samo su se sklanjali sa jednog mesta na drugo. Ipak, nisu bili dugog veka jer je državni ceo apartat, na čelu sa Kromvelom, bio protiv njih. 
U periodu neposredno nakon Prvog svetskog rata, 1919. godine, vojnici koji su se vraćali sa ratišta, očekujući da ih dočekaju kao heroje, bili su primorani da zauzimaju prazne kuće, da bi imali gde da žive sa porodicama. 
Posle Drugog svetskog rata se ponovo javlja slčan pokret. U proleće 1945. bivši vojnici zauzimaju prazne kuće u Blantyreu u Škotskoj. Leta 1945. bivši vojnici osnivaju pokret Vigilantea, i organizuju se u komitete kako bi beskućnike preko noći uselili u prazne kuće. Pokret je bio najjači na južnoj obali u mestima Brajton, South-on-Sea i Hastings. Akcije su im bile veoma uspešne zbog podrške naroda, sporosti sudova i teškoće oko pronalaženja pravih vlasnika. 
Pokret je počeo iz protesta protiv tada uobičajene prakse da se velike kuće (pogotovo na moru) drže prazne većim delom godine da bi se mogla tražiti velika najamnina za vreme sezone. Pokret je bio napad na pravo vlasnika da sa nekretninom čini šta hoće. Vlasti su tako donele zakon po kom država može zapleniti posed ako ga vlasnik ne koristi i dati ga beskućnicima. No, uprkos tome, i dalje je bilo mnogo beskućnika. 8. maja 1946. se Džejms Filding sa porodicom nastanjuje u napuštenoj protivavionskoj bazi u Lincolnshireu. Ubrzo im se pridružuju mnogi bračni parovi iz cele Engleske. Isto se dešava i sa napuštenim vojnim bazama na području Šefilda. Te dve skupine se ujedinjuju u Društvo za zaštitu skvotera. Nakon toga, hiljade ljudi bez krova nad glavom zauzimaju kampove širom Velike Britanije. Vlasti u početku nisu znali kako da se ponašaju u novonastaloj situaciji i mnoga ministarstva su prebacivala odgovornost jedno drugome, ali su ubrzo skvoterima dali struju i vodu. U oktobru 1946. godine vlada je objavila da 39.535 osoba skvotira u 1038 kampova u Engleskoj i Velsu, a u Škotskoj još 4000. 
Zauzimanja su se uskoro proširila i na urbane zone, kad su se kampovi prenatrpali. Situacija dostiže svoj vrhunac 8. septembra 1946. kada su skvoteri zauzeli 148 luksuznih stanova i hotela u Kensingstonu, a zatim je sledilo zauzimanje u Marlibonu, Holand Parku, Kamden Hilu, Viktoriji, Regets Parku, Blumsberiju, itd. Vlast je reagovala i naredila je stražarenje u blizini primamljivih građevina i istragu Skotland Jarda da sazna ko stoji iza skvoterskog pokreta. Represija je usledila a pet skvotera komunista je uhapšeno u pokušaju zauzimanja zgrada Duchess of Bedford, pod optužbama zavere s ciljem prestupa i nasilnog ulaska. Vlada nije samo represijom zaustavila talas skvotiranja već je i skvoterima obezbedila smeštaj, i dala im je kampove na korišćenje. Tako je pokret iz 1940-ih završen, ail je imao uticaj na sledeći talas skvotiranja 1960-ih godina.

## 1960-te
1966. se ponovo aktuelizuje priča o bespravnom useljenju, povodom slučaja Džoane Denijels, koja je trebalo da se iseli iz ženskog hostela King Hil u kom je boravila, a umesto toga ona je dovela muža, a ubrzo su i druge žene dovele muževe. Osnovali su grupu Prijatelji King Hila, koja je tražila od gradskog veća Kenta da promeni pravilnik da muževi ne smeju da žive u hostelu sa svojom ženom i decom i da porodice u roku od tri meseca moraju da napuste hostel. U julu 1966. muževima je dopušteno da žive sa svojim porodicama i ukinuta su ograničenja boravka u hostelima. Ubrzo su slične akcije usledile u hostelu Noridž u Eseksu i drugde. Skvoteri su naučili zajedničke direktne akcije daju rezultata tamo gde individualne žalbe ne daju, zaključuje Bejli.
Dana 13. novembra 1968. je na nacionalnoj televiziji prikazana drama na temu beskućništva Keti dođi kući (Cathy Come Home), koja je toliko uzdrmala javnost da je u to vreme svaki političar u svoj govor ubacivao nekoliko rečenica o beskućništvu. 14. novembra 1968. Ron Bejli i saradnici započinju Londonsku skvotersku kampanju. Tokom 1970-ih skvoteri su se uspešno borili protiv spekulanata nekretninama i sprečavali su uništenje mnogih građevina. Skvotiranje je tada postalo mnogo više od traženja krova nad glavom, “postalo je zabava, nudilo nove slobode, osećaj zajednice i nov način života” (Stiv Plat). Jedan od najvećih skvoterskih podviga toga vremena se zbio 1977. kada je 120 skvotera iz ulice Freston u zapadnom Londonu osnovalo Slobodnu i nezavisnu republiku Frestoniju, proglasili nezavisnost od britanske krune i tražili prizanje od Ujedinjenih nacija. Londonska gradska vlada je legalizovala oko polovinu tadašnjih skvotova, pa je 1979. godine registrovano smanjenje zahteva za stanom i smanjenje broja skvotera. 
U 1980-im, podstaknuto svežim pank pokretom, ponovo počinje masovno zauzimanje napuštenih prostora. Mnogo mladih pankera iz provincije dolazi u London da živi po skvotovima, i to postaje masovna pojava i deo pankerskog načina života. Broj skvotera se penje na 30.000 u Londonu (iako je samo oko 1000 njih uključeno u skvoterski pokret) i još 10.000 u drugim delovima zemlje. Organizuju se i socijalni centri gde se skvoteri okupljaju, druže i dogovaraju akcije.

## 1990-te
U 1990-im opada učestalost skvotiranja kao rešavanja stambenog pitanja, ali ima sve više skvotiranja vezanog za proteste (skvotiraju se kuće planirane za rušenje zbog auto-puta), socilane centre i alternativni način života. 
1990-ih su vlasti sve više išle prema kriminalizaciji skvoterskog pokreta. U decembru 1994. su to na neki način i ostvarili donošenjem Zakon o krivičom pravu i javnom redu (Criminal Justice and Public Order Act, skraćeno CJA). Čuli su se sve glasniji protesti protiv tog zakona, oko čega su se ujedinili svi akteri kontrakulturne scene u UK. S druge strane, mnogi beskućnici su se plašili da skvotiraju jer se u medijima pričalo da je skvotiranje sasvim nelegalno, što nije sasvim istina. Prema CJA, skvoter ne mora biti obavešten kada je suđenje, da ne bi mogao prisustvovati (ranije je 25% sporova dobijano u korist skvotera). U roku od 24 časa od naredbe za iseljenje mora napustiti građevinu. Dopuštaju se i nasilna iseljenja od strane vlasnika. Policija dobija veća ovlašćenja i za deložiranje Roma i putnika (travellersa) sa terena gde su se u tom trenutku smestili, i mogu zapleniti vozila i uništiti ih o trošku vlasnika. Zakon takođe kriminalizuje neprijavljene žurke i policija dobija pravo da preusmeri bilo koga u prečniku od 5 mi (8,0 km) od događaja, da zapleni opremu i da uhapsi sve one za koje sumnja da učestvuju ilegalnom okupljanju, što važi za sve slučajeve gde se skupi više od 10 ljudi. 
“Represija nad skvoterima je samo izbegavanje vlade da se suoči sa razlozima zašto ljudi skvotiraju, a to su porast broja beskućnika paralelno sa porastom broja praznih prostora.” kaže jedan od britanskih skvotera.
Neki skvotovi su odoleli i preko dvadeset godina pod stalnim pritiskom države ili vlasnika da se isele. St. Agnes Place je postojao preko trideset godina, sve do 29. novembra 2005, kada su vlasti iselile celu ulicu. To je bila ulica u Londonu, još pre trideset godina planirana za rušenje. Bob Marli je svojevremeno boravio u njoj, što je ostavilo jak uticaj na ovaj skvot, tako da na ovoj teritoriji moglo slušati rege radio, posetiti rastafarijanski hram i neometano pušiti marihuanu. Neki prostori su još uvek zaposednuti jer se opiru iseljenju preko 20 godina. 
Scena skvotiranih socijalnih centara u Ujedinjenom Kraljevstvu zaživljava krajem 1990-ih i početkom 2000-ih, podstaknuta jakim pokretom socijalnih centara u Španiji, Italiji i drugde. 

## Legalni aspekti
U Engleskoj i Velsu, vlasnik nekretnine mora proći razne zakonske procedure pre nego što iseli skvotere. Da bi legalizovali useljenje napuštene kuće u Velikoj Britaniji, moraju obezbediti ekskluzivan pristup posedu tj. promeniti brave na objektu i učiniti ga bezbednim za život. Da bi pokazali da su faktički posednici zauzete svojine, skvoteri obično se na ulazna vrata okače kopiju dokumenta znanog kao Sekcija 6, koji daje do znanja da je mesto skvotirano. Dokument ukazuje da unutra ljudi živi i da na to imaju zakonsko pravo. Takođe se izričito naglašava da svako, pa čak i zakonski vlasnik nekretnine, ko pokuša da uđe unutra bez naloga ili dozvole, čini krivično delo. 
Ne sme biti znakova nasilne provale inače se smatra da postoje elementi krivičnog dela. Zakonska procedura iseljenja može trajati mesec-dva, a ponekad i par godina, tako da skvoteri imaju vremena da nađu novo mesto za život (ovo samo u slučaju da je kuća u javnom vlasništu; privatni vlasnici obično pronađu načine da brže isele skvotere). Lokalne vlasti, pošto se suočavaju sa velikim troškovima suđenja da bi iselili skvotere, često unište toalete ili krov ne bi li obeshrabrili useljenje. Skvoteri u Velikoj Britaniji imaju pravo da dobiju vlasništvo nad posedom nakon 12 godina provedenih u njemu, pod uslovom da niko drugi ne traži vlasništvo. 
U Škotskoj je skvotiranje krivično delo, kažnjivo velikom novčanom, pa čak i zatvorskom kaznom. Zakonski vlasnik ima pravo da izbaci bespravno useljene bez prethodnog upozorenja ili sudskog naloga, a ni jedna radnja koju pritom primene, pa čak ni nasilje, se ne smatra protivzakonitom. 

## Statistike
Najviše prazih kuća u UK se nalazi u Birningemu (17.490), Liverpulu (15.692) i Mančesteru (14.017). Severo-zapadna oblast Engleske ima najviše praznih kuća (135.106), što je skoro 5% ukupnog broja. Najmanje praznih domova je na jugoistoku i istoku Engleske, ali trenutno postoji hiljade praznih prostora u Londonu, jer je cena kuće visoko iznad nivoa prihoda većine građana. Prema skvoterskim izvorima u Londonu 1990. je bilo 75.000. beskućnika. Prema podacima organizacije Shelter, u celoj Velikoj Britaniji ima 1.9 miliona beskućnika, a s druge strane, 850.000 praznih objekata. 

## Literatura
- Damjan Pavlica, Skvoterski pokret[мртва веза]

## Spoljašnje veze
- Pravno savetovalište za skvotere Архивирано на веб-сајту  (4. новембар 2012)
- UK skvoterska arhiva